# Mandeville (Québec)
Mandeville è un comune del Canada, situato nella provincia del Québec, nella regione di Lanaudière.